# Washington (condado de Sauk, Wisconsin)
Washington es un pueblo ubicado en el condado de Sauk en el estado estadounidense de Wisconsin. En el Censo de 2010 tenía una población de 1007 habitantes y una densidad poblacional de 10,93 personas por km².

## Geografía
Washington se encuentra ubicado en las coordenadas 43°25′22″N 90°7′58″O / 43.42278, -90.13278. Según la Oficina del Censo de los Estados Unidos, Washington tiene una superficie total de 92.1 km², de la cual 91.91 km² corresponden a tierra firme y (0.21%) 0.2 km² es agua.

## Demografía
Según el censo de 2010, había 1007 personas residiendo en Washington. La densidad de población era de 10,93 hab./km². De los 1007 habitantes, Washington estaba compuesto por el 98.41% blancos, el 0.2% eran afroamericanos, el 0% eran amerindios, el 0.2% eran asiáticos, el 0.1% eran isleños del Pacífico, el 0.2% eran de otras razas y el 0.89% pertenecían a dos o más razas. Del total de la población el 0.4% eran hispanos o latinos de cualquier raza.